# アメリカ教育使節団報告書
アメリカ教育使節団報告書（アメリカきょういくしせつだんほうこくしょ、英: Report of the United States Education Mission to Japan）は、連合国軍占領下の日本において、連合国軍最高司令官総司令部（GHQ/SCAP）の要請によりアメリカ合衆国から派遣された教育使節団による報告書である。
1946年（昭和21年）3月5日と7日（第一次）、1950年（昭和25年）8月27日（第二次）に来日した。1946年（昭和21年）3月30日に第一次報告書を、1950年（昭和25年）9月22日に第二次報告書を提出した。この報告書に基づき、戦後の学制改革が実施された。その際日本側も、多くの著名な知識人・文化人が協力している。

## 第一次教育使節団報告書
第一次教育使節団報告書は、学制の公布に際する『太政官布告』（「披仰出書」、1872年）や1890年（明治23年）の『教育勅語』と共に、近代日本の教育の基礎である「大和魂」や「八紘一宇」などの教化を目的とした国史、修身、地理といった教科を廃止し、教育を民主化する提案がなされた。

### 主要な提言
- 日本の教育の目的および内容
  - アメリカ流の民主制教育の導入
  - 個人の自由と尊厳を守る。
  - 中央統制の画一的教育をやめる。
    - 教育行政を担う文部省（現在の文部科学省）の権限削減を目的として、都道府県と市町村に公選制の教育委員会を設置することを勧告。

  - 国定教科書の廃止
  - 国史、修身、地理の停止。
    - アメリカの社会科の導入の勧め。
- 初等教育行政および中等教育行政
  - 公教育での男女別学から男女共学への移行、小学校6年間・中学校3年間という義務教育課程の9年間への延長
  - 後期中等教育課程としての高等学校3年間を合わせた6・3・3制の導入。
- 国語改革
  - 国語である日本語の表記文字について、漢字・ひらがな・カタカナを廃止しローマ字のみとする（国語国字問題、ローマ字論も参照）。
- 教授法と教師養成教育
  - 教員の能力向上のため教員養成を師範学校から大学へ格上げ。
  - 教育委員会とPTAの導入。
- 保健体育、公衆衛生の教育

### 第一次教育使節団
メンバーは以下の27名である。
- ジョン・N・アンドルウス（John N. Andrews） - 使節団軍部渉外関係官
- ハロルド・ベンジャミン（Harold Benjamin） - 連邦教育局事務官。第二次使節団にも参加
- ゴードン・T・ボウルス（Gordon T. Bowles） - 下院議員
- レオン・カルノフスキー（Leon Carnovsky） - シカゴ大学主事
- ウィルソン・コムプトン（Wilson Compton） - ワシントン州立大学総長
- ジョージ・S・カウンツ（Geroge S. Counts） - コロンビア大学教授、米国教育連盟副会長
- ロイ・J・デフェラリー（Roy J. Deferrari） - アメリカカトリック大学（英語版）事務総長
- ジョージ・W・ディーマ（George W. Diemer） - ミズーリ州立師範大学長。第二次使節団にも参加
- カーミット・イービー（Kermit Eby） - 米国産業別組織会議研究教育部長
- フランク・N・フリーマン（Frank N. Freeman） - カリフォルニア大学教育学部長
- ヴァージニア・C・ギルダースリーヴ（Virginia C. Gildersleeve） - バーナード・カレッジ主席教授
- ウィラード・E・ギヴンス（Willard E. Givens） - 全国教育連盟書記長。第二次使節団団長
- アーネスト・R・ヒルガード（Ernest R. Hilgard） - スタンフォード大学心理学部長
- フレデリック・G・ホックウォルト（Frederick G. Hochwalt） - 全国カトリック教育連盟委員長。第二次使節団にも参加
- ミルドレッド・マカフィー・ホートン（Mildred McAfee Horton） - ウェルズリー大学長
- チャールズ・S・ジョンソン（Charles S. Johnson） - テネシー州フィスク大学心理学教授
- アイザック・L・カンデル（Issac L. Kandel） - コロンビア大学比較教育学教授
- チャールズ・H・マックロイ（Charles H. McCloy） - アイオワ大学教育学部長
- E・B・ノートン（E. B. Norton） - アラバマ州教育局長
- T・V・スミス（T. V. Smith） - シカゴ大学哲学教授・中佐
- デイヴィット・ハリソン・スティーヴンス（David Harrison Stevens） - ロックフェラー財団慈善部長
- ポール・B・スチュアート（Paul B. Stewart）
- アレクサンダー・J・ストダード（Alexander J. Stoddard） - フィラデルフィア督学官
- ジョージ・D・ストダード（団長）（George D. Stoddard, Chm.） - イリノイ大学名誉総長、ニューヨーク州教育長官
- W・クラーク・トロウ（W. Clark Trow） - ミシガン大学心理学教授
- パール・A・ワナメーカー（Pearl A. Wanamaker） - ワシントン公立学校督学官。第二次使節団にも参加
- エミリー・ウッドワード（Emily Woodward） - ジョージア州教育局員

### 日本側教育家委員会
第一次教育使節団に協力するために日本側で組織された委員会。使節団の帰国により任務を終了し解散した。ただし、発足当初から常置委員会とすることが覚書で示されており、1946年（昭和21年）8月、実質的な後継組織である教育刷新委員会が、内閣直属の諮問機関として設置された。
メンバーは以下の29名。
- 山極武利（東京都西田国民学校長）
- 有賀三二（東京都小平青年学校長）
- 沢登哲一（東京都立第五中学校長）
- 塩野直道（金沢高等師範学校長）
- 高橋隆道（東京農林専門学校長）
- 矢野貫城（明治学院専門学校長）
- 天野貞祐（第一高等学校長）
- 河井ミチ（恵泉女子専門学校長）
- 星野あい（津田塾専門学校長）
- 上野直昭（東京美術学校長）
- 小宮豊隆（東京音楽学校長）
- 高木八尺（東京帝国大学教授）
- 柿沼昊作（東京帝国大学教授）
- 戸田貞三（東京帝国大学教授）
- 木村素衛（東京帝国大学教授）
- 務台理作（東京帝国大学教授）
- 南原繁（東京帝国大学総長） - 委員長
- 鳥養利三郎（京都帝国大学総長）
- 小林澄兄（慶應義塾大学教授）
- 河原春作（枢密顧問官） - 副委員長
- 安藤正次（元台北帝国大学総長）
- 森田重次郎（弁護士）
- 柳宗悦（日本民藝館長）
- 菊池豊三郎（大日本教育会理事長）
- 小崎道雄（キリスト教牧師）
- 長谷川萬次郎（如是閑）（評論家）
- 田中耕太郎（文部省学校教育局長）
- 関口泰（文部省社会教育局長）
- 山崎匡輔（文部次官） - 事務局長

このうち、高橋・木村・森田・菊池・田中・関口・山崎の7名は、途中で以下のメンバーに交替している。
- 林癸未夫（早稲田大学総長代理）
- 城戸幡太郎（教育研修所教育研究部主任）
- 熊木捨治（東京第一師範学校長）
- 倉橋惣三（東京女子高等師範学校教授）
- 大島正徳（在外邦人子弟教育協会理事）
- 落合太郎（京都帝国大学文学部長）
- 佐野利器（東京帝国大学名誉教授）

## 第二次教育使節団報告書
第二次のアメリカ教育使節団の報告書。これは第一次使節団の提言がどのように生かされているかとの調査・補足が目的のためのものであった。
第二次使節団は、第一次使節団のメンバーのうち以下の5名から構成されていた。
- ハロルド・ベンジャミン
- ジョージ・W・ディーマ
- フレデリック・G・ホックウォルト
- パール・A・ワナメーカー
- ウイラード・E・ギヴンス（団長）

## 文献
- 『アメリカ教育使節団報告書』、村井実訳・解説、講談社学術文庫、1979年
- 『戦後教育の原像　日本・ドイツに対するアメリカ教育使節団報告書』、アメリカ教育使節団編、藤本昌司ほか全4名訳、鳳書房、1995年
- 『対独アメリカ教育使節団報告書』、対ドイツアメリカ合衆国教育使節団編、同翻訳検討委員会編訳、明星大学出版部、1990年